# Морис Шампан
Морис Шампан (на френски: Maurice Champagne; роден 1868, починал 1951) е френски писател.
Той е автор на популярни романи, флиртува понякога с научната фантастика под името Морис Шампаня, и на комедии и водевили, предимно публикувани под псевдонима Морис Дарси.